# オーラヴ・スンデ
オーラヴ・スンデ（Olav Sunde、1903年8月17日- 1985年11月10日）は、ノルウェーの陸上競技選手である。彼は、1928年に開催されたアムステルダムオリンピックのやり投で銅メダルを獲得した。

## 経歴
オスロ出身のスンデは、アムステルダムオリンピックとロサンゼルスオリンピックの連続2回、オリンピックにノルウェー代表として出場している。
アムステルダムオリンピックのやり投は、18の国から28人の選手が出場して8月2日に実施された。選手たちは4つの組に分かれて予選を競い、上位の6名のみが決勝に進むことになっていた。スンデは2投目で63.97メートルを投げて予選3組の1位となり、全体でもスウェーデン代表のエリック・ルンドクヴィスト（66.60メートル）、ハンガリー代表のセベシュ・ベーラ（65.26メートル）に次ぐ3番目の成績で同日の決勝に進んだ。決勝でのスンデは記録を伸ばすことができなかったが、ルンドクヴィスト、セベシュに続いて3位を守りきり、銅メダル獲得を果たした。
ロサンゼルスオリンピックのやり投は、7つの国から13人の選手が出場して8月4日に実施された。このときは予選なしの決勝のみであったが、スンデは前回の記録に遠く及ばない60メートル81センチの投てきしかできず、9位に終わっている。
スンデはノルウェーのやり投国内選手権で、1927年から1937年にかけて9回優勝した実績を持っていた。彼の自己最高は、1932年6月にビスレット・スタディオンで記録した67.04メートルだった。その後、1985年に生地のオスロで死去している。